# Prosphytochloa
Prosphytochloa là một chi thực vật có hoa trong họ Hòa thảo (Poaceae).

## Loài
Chi Prosphytochloa gồm các loài: